# Synchlora rufilineata
Synchlora rufilineata är en fjärilsart som beskrevs av W. Warren 1897. Synchlora rufilineata ingår i släktet Synchlora och familjen mätare. Inga underarter finns listade i Catalogue of Life.